# Introducing the Beau Brummels
Introducing the Beau Brummels är gruppen The Beau Brummels debutalbum, utgivet i april 1965. På albumet finns gruppens två mest kända låtar "Laugh, Laugh"och "Just a Little", men de övriga låtarna på albumet brukar även de räknas som gruppens bättre material.

## Låtlista
Sida 1
1. "Laugh, Laugh" – 2:54
2. "Still in Love With You Baby" – 2:32
3. "Just a Little" (Robert Durand/Elliott) – 2:23
4. "Just Wait and See" – 2:22
5. "Oh, Lonesome Me" (Don Gibson) –  2:22
6. "Ain't That Loving You" (Deadric Malone) – 2:22

Sida 2
1. "Stick Like Glue" – 1:58
2. "They'll Make You Cry" – 3:05
3. "That's If You Want Me To" – 2:23
4. "I Want More Loving" – 2:23
5. "I Would Be Happy" – 2:40
6. "Not Too Long Ago" – 3:06

Alla låtar skrivna av Ron Elliott der inget annat angivits.

## Medverkande
- Sal Valentino – sång
- Ron Elliott – sologitarr
- Ron Meagher – gitarr
- Declan Mulligan – basgitarr
- John Petersen – trummor